# Marketing verde
Il marketing verde (anche green marketing) indica la commercializzazione di prodotti che si ritiene siano ecologicamente preferibili ad altri.
L'espressione fa riferimento ad un'ampia gamma di attività, quali il cambiamento del prodotto o del processo di produzione, l'utilizzo di imballaggi eco-sostenibili, così come la modifica della pubblicità. Altri termini simili associati a questa definizione sono “environmental marketing” ed “ecological marketing”.
Green, environmental ed ecological marketing sono tutti parte di una nuova visione del marketing, la quale non solo aggiusta e migliora quella esistente, ma cerca anche di metterla in dubbio in modo da proporre una prospettiva sostanzialmente diversa. Più nel dettaglio, tutti e tre appartengono ad uno stesso gruppo di strategie che cerca di affrontare il problema della mancanza di adattamento tra il marketing come è oggi concepito e le realtà sociali ed ambientali che caratterizzano il mercato.
Le dichiarazioni con obbiettivo di commercializzazione del prodotto possono avere implicazioni legali, le quali richiedono attenzione. Affermazioni ingannevoli o ingigantite da parte delle aziende possono avere conseguenze sia sul campo normativo che civile. Negli Stati Uniti, ad esempio, la Federal Trade Commission ha stabilito alcune linee guida relativamente a queste affermazioni “eco-sostenibili”.

## Storia
Il termine Green Marketing è stato messo in rilievo tra la fine degli anni ottanta e l'inizio degli anni novanta. La American Marketing Association (AMA) tenne il primo laboratorio di “Ecological Marketing” nel 1975. Il procedimento di questo laboratorio è stato poi riportato in uno dei primi libri riguardanti il green marketing intitolato “Ecological Marketing”..
Nel 1987 un documento preparato dalla Commissione Mondiale per l'Ambiente e lo Sviluppo (World Commission on Environment and Development) ha definito lo sviluppo sostenibile come un incontro “dei bisogni del presente senza andare a pregiudicare le possibilità delle generazioni future nell'incontrare i loro bisogni futuri”. Questo documento, noto anche come Brundtland Report, fu considerato come un altro gradino verso la diffusione di un modo di pensare sostenibile nelle attività di ogni giorno. Nella letteratura di questo argomento spiccano principalmente due pietre miliari, entrambe intitolate “Green Marketing”, e scritte da Ken Peattie (1992) in Inghilterra e da Jacquelyn Ottman (1993) negli Stati Uniti.
Secondo Jacquelyn Ottman (autore di “Le nuove regole del Green Marketing: Strategie, Strumenti e Ispirazioni per il Branding Sostenibile”, Greenleaf Publishing and Berrett-Koehler Publishers, febbraio 2011), da un punto di vista organizzativo, le considerazioni ambientali dovrebbero essere integrate in tutti gli aspetti del marketing – dallo sviluppo alla promozione di un nuovo prodotto.
L'olistica natura del “green” comporta anche l'inserimento di nuovi stakeholders, oltre a fornitori e dettaglianti, quali membri di comunità eco-sostenibili, regolatori e appartenenti alle NGO. Trattandosi di marketing, infatti, i problemi ambientali dovrebbero essere prima di tutto bilanciati con i bisogni dei consumatori.
Gli ultimi dieci anni hanno dimostrato che sfruttare la forza del consumatore per avere un cambiamento ambientale positivo è più facile a dirsi che a farsi. Il movimento negli Stati Uniti riguardante questo ambito è chiamato “green consumer” e anche altri paesi stanno combattendo per raggiungere le masse e rimanere impressi nelle menti dei consumatori. Mentre secondo un sondaggio sull'opinione pubblica fatto nel 1980 ha dimostrato che una significante percentuale di consumatori negli USA professa una forte disponibilità a favore delle aziende e dei loro prodotti ecologici, lo sforzo concreto e reale dei compratori è rimasto solo abbozzato al meglio.
Secondo Joel Makower, scrittore che trattò questo argomento, una delle sfide del green marketing è la mancanza di una norma o di un pubblico consenso sul reale significato di “green”. In sostanza, non c'è una definizione di “quale bene è abbastanza buono da”, quando esso deriva da un prodotto o da una azienda che sta dichiarando di essere ecosostenibile. Questa mancanza di consensi – da parte di consumatori, commercianti, attivisti, regolatori, e persone che possono avere un'influenza sull'argomento – dice Makower, ha rallentato la crescita dei prodotti ecologici, in quanto le compagnie sono spesso riluttanti nel promuovere il loro contributo sostenibile, e dal canto loro i consumatori sono spesso scettici verso le dichiarazioni di queste ultime.
Nonostante queste sfide ancora aperte, il green marketing ha continuato ad attirare nuovi aderenti, in particolare alla luce dei cambiamenti climatici. Questo problema ha portato sempre più aziende a pubblicizzare il loro impegno nel ridurre il loro impatto ambientale e climatico, e l'effetto che queste iniziative hanno sui loro prodotti e servizi.

## Il Green Marketing Mix
Il modello del marketing mix, teorizzato da Jerome McCarthy per il marketing classico e sviluppato per lo più da Philip Kotler, secondo lo stesso Kotler non sarà superato, poiché comprende la base analitica per sviluppare una qualunque strategia di marketing. Deve invece essere aggiornato - nel marketing 3.0 - con l’aggiunta del concetto di co-creazione, che prevede l’intervento degli utenti nello sviluppo di un prodotto generico (o di base) messo a disposizione dalle imprese (prassi comune nello sviluppo di software open source). Attraverso questo nuovo modello delle 4P si possono individuare gli elementi più significativi per la sostenibilità ambientale, sociale ed etica di una strategia di green marketing.
Il modello di green marketing mix contiene le quattro “4P” o "Ps":
- Prodotto: Un venditore dovrebbe offrire prodotti ecologici, che oltre a non contaminare l'ambiente, devono anche proteggerlo e limitare gli esistenti danni ambientali.
- Prezzo: Il prezzo di questi prodotti potrebbe essere leggermente più alto di quello delle convenzionali alternative. Tuttavia, ci sono dei gruppi di consumatori, quali ad esempio i LOHAS, che sono disponibili a pagare un extra per avere un prodotti ecologici.
- Posto: La distribuzione logistica è di fondamentale importanza, così come il fatto di concentrarsi sull'utilizzo di imballaggi fatti di materiali riciclabili. La commercializzazione di prodotti locali e stagionali, come ad esempio la frutta e la verdura proveniente da fornitori nazionali, è più semplice da marcare come “green”, piuttosto che nel caso di prodotti importati.
- Promozione: La comunicazione con il mercato dovrebbe mettere l'accento sulle iniziative sostenibili prese dall'azienda, come per esempio il possedimento di un certificato CP o ISO 14000, o il fatto di sostenere grandi spese nella protezione dell'ambiente, in quanto la pubblicizzazione di questi ultimi può migliorare l'immagine dell'azienda. Inoltre, i prodotti ecologici potrebbero richiedere speciali vendite promozionali.

Per quanto riguarda le ulteriori social marketing "Ps" che sono utilizzate in questo processo, esse sono:
- Publics (Pubblico): Un social marketing efficace conosce il suo pubblico, e sa attirare più gruppi di persone. “Pubblico” sono i gruppi esterni ed interni coinvolti nel programma. Il pubblico esterno include il mercato di riferimento e quello secondario, e coloro che stabiliscono la normativa, mentre i gruppi interni riguardano coloro che in qualche modo si occupano di approvare o implementare il programma.
- Partnership (Collaborazione): molte questioni riguardanti i cambiamenti sociali, come le iniziative “green”, sono troppo difficili da gestire per una persona o per un singolo gruppo. Coalizzare e associare tra loro gruppi e iniziative rafforza la possibilità di diventare più efficienti.
- Policy (Normativa): I programmi di social marketing possono fare molto per spronare il cambiamento nel comportamento degli individui. Tuttavia, a meno che l'ambiente in cui sono non cambi nel lungo periodo, può risultare difficile. Spesso, un rinnovo delle normative è necessario e un sostegno da parte dei media può essere un efficace complementare del programma di social marketing.
- Pure Strings: quanto può costare questo sforzo da un punto di vista economico? Chi può finanziare questo sforzo?[15].

Il livello di supporto ambientale da parte dell'azienda – strategico, quasi-strategico o tattico – detta quali attività dovrebbero essere intraprese. Un approccio strategico in una determinata area potrebbe come no avere un'influenza sulle altre. Un'impresa potrebbe fare sostanziali cambiamenti nel processo di produzione, ma scegliere di non potenziarli in modo da posizionarsi come leader ambientale. Così facendo, sebbene l'iniziativa sostenibile non sia strategicamente integrata in tutte le attività di marketing, essa è comunque inserita nell'area relativa al prodotto.

## Strategie di Green Marketing
È necessario che le aziende mettano in pratica delle strategie di green marketing solide e coerenti, ovvero strategie che riguardino non solo la comunicazione pubblicitaria ma l’intero processo produttivo, dalla scelta delle materie prime alla creazione del packaging, fino allo smaltimento dei rifiuti. La strategia di green marketing deve dunque rispecchiare quello che è il reale impegno dell’azienda nei confronti dell’ambiente. L’azienda deve però chiaramente anche cercare di “educare” i consumatori su questi temi, promuovendo un uso responsabile dei prodotti, il loro riciclaggio e il riutilizzo del packaging.
Nonostante i consumatori siano sempre più attenti, trattandosi di una questione molto tecnica − specialmente riguardo all’uso di materie prime specifiche o di processi produttivi più o meno sostenibili − essi spesso non hanno molte conoscenze sul tema: questa situazione spesso viene sfruttata da alcune aziende che mettono in atto pratiche scorrette, di greenwashing, facendo dichiarazioni “eclatanti” o non veritiere relativamente al proprio impegno nei confronti dell’ambiente.
Se da un lato la comunicazione “green” tende a essere rivolta ai consumatori, affinché la strategia possa essere davvero solida ed efficace è importante che anche i dipendenti abbraccino la mission aziendale. In questo senso l’azienda ha un ruolo importante in termini di comunicazione interna e di coinvolgimento dei dipendenti.